# اشلی اتکینسن
اَشلی اَتکینسُن (انگلیسی: Ashlie Atkinson؛ زادهٔ ۶ اوت ۱۹۷۷) یک هنرپیشه اهل ایالات متحده آمریکا است. وی از سال ۲۰۰۳ میلادی تاکنون مشغول فعالیت بوده‌است.

## قسمتی از فیلمشناسی
- قانون و نظم
- مرد نفوذی
- اختراع دروغ
- لوئی (یک اپیزود)
- گرگ وال استریت
- ما و اونها